# Berenstraat (Steenbergen)
De Berenstraat is een van oorsprong middeleeuwse straat in de stad Steenbergen, in de Nederlandse provincie Noord-Brabant. De straat verbindt de Geert Vinckestraat met de Blauwstraat en loopt min of meer parallel aan de Kaaistraat, de centrale straat van de stad.
Er zijn twee mogelijke verklaringen van de naam. De Berenstraat wordt voor het eerst genoemd in 1431, wanneer een zekere Jan die Bere er een huis verkoopt. Het is mogelijk dat hij (of zijn familie) zijn naam heeft geleend aan de straat. In het document uit 1431 wordt echter gesproken over de Bairstrate ('Baarstraat') wat bloot, onafgewerkt, open of onbebouwd kan betekenen. Dat zou ook de oorsprong van de naam kunnen zijn, met de vernoeming naar Jan die Bere als latere volksetymologie.